# Blindia indica
Blindia indica là một loài rêu trong họ Seligeriaceae. Loài này được (Wilson) Müll. Hal. mô tả khoa học đầu tiên năm 1900.